# Ghinallelia productilis
Ghinallelia productilis är en insektsart som först beskrevs av Barber 1914.  Ghinallelia productilis ingår i släktet Ghinallelia och familjen rovskinnbaggar. Inga underarter finns listade i Catalogue of Life.